# Чемпіонат ФРН з футболу 1981—1982: Бундесліга
Сезон Бундесліги 1981–1982 був 19-им сезоном в історії Бундесліги, найвищого дивізіону футбольної першості ФРН. Він розпочався 8 серпня 1981 і завершився 29 травня 1982 року. Діючим чемпіоном країни була мюнхенська «Баварія», що не зуміла захистити чемпіонський титул, поступившись п'ятьма турнірними очками «Гамбургу», який і став переможцем сезону 1981/82.

## Формат змагання
Кожна команда грала з кожним із суперників по дві гри, одній вдома і одній у гостях. Команди отримували по два турнірні очки за кожну перемогу і по одному очку за нічию. Якщо дві або більше команд мали однакову кількість очок, розподіл місць між ними відбувався за різницею голів, а за їх рівності — за кількістю забитих голів. Команда з найбільшою кількістю очок ставала чемпіоном, а дві найгірші команди напряму вибували до Другої Бундесліги, а третя команда з кінця проводила матчі плей-оф з бронзовим призером Другої Бундесліги за право участі у Бундеслізі на наступний сезон.

## Зміна учасників у порівнянні з сезоном 1980–81
«Мюнхен 1860», «Шальке 04» і «Юрдінген 05» за результатами попереднього сезону вибули до Другої Бундесліги, посівши останні три місця турнірної таблиці. На їх місце до вищого дивізіону підвищилися «Вердер», переможець Північного дивізіону Другої Бундесліги, «Дармштадт 98», переможець Південного дивізіону, і «Айнтрахт» (Брауншвейг), який здолав «Кікерс» (Оффенбах) у плей-оф за вихід до Бундесліги.

## Команди-учасниці
| Клуб                            | Місто              | Стадіон                  | Вміщує |
| ------------------------------- | ------------------ | ------------------------ | ------ |
| «Армінія» (Білефельд)           | Білефельд          | Білефельд Альм           | 35,000 |
| «Бохум»                         | Бохум              | Воновія Рурштадіон       | 40,000 |
| «Айнтрахт» (Брауншвейг)         | Брауншвейг         | Айнтрахтштадіон          | 38,000 |
| «Вердер»                        | Бремен             | Везерштадіон             | 32,000 |
| «Дармштадт 98»                  | Дармштадт          | Штадіон-ам-Белленфальтор | 30,000 |
| «Боруссія» (Дортмунд)           | Дортмунд           | Зігналь Ідуна Парк       | 54,000 |
| «Дуйсбург»                      | Дуйсбург           | Ведауштадіон             | 38,500 |
| «Фортуна» (Дюссельдорф)         | Дюссельдорф        | Райнштадіон              | 59,600 |
| «Айнтрахт» (Франкфурт-на-Майні) | Франкфурт-на-Майні | Вальдштадіон             | 62,000 |
| «Гамбург»                       | Гамбург            | Фолькспаркштадіон        | 80,000 |
| «Кайзерслаутерн»                | Кайзерслаутерн     | Бетценберг               | 42,000 |
| «Карлсруе»                      | Карлсруе           | Вільдпаркштадіон         | 50,000 |
| «Кельн»                         | Кельн              | Рейн Енергі Штадіон      | 61,000 |
| «Баєр 04»                       | Леверкузен         | Ульріх Габерланд Штадіон | 20,000 |
| «Боруссія» (Менхенгладбах)      | Менхенгладбах      | Бекельбергштадіон        | 34,500 |
| «Баварія» (Мюнхен)              | Мюнхен             | Олімпіаштадіон           | 80,000 |
| «Нюрнберг»                      | Нюрнберг           | Штедтішес Штадіон        | 64,238 |
| «Штутгарт»                      | Штутгарт           | Неккарштадіон            | 72,000 |

## Турнірна таблиця
| Поз | Команда                         | І  | В  | Н  | П  | ГЗ | ГП | РГ  | О  | Кваліфікація або пониження                    |
| --- | ------------------------------- | -- | -- | -- | -- | -- | -- | --- | -- | --------------------------------------------- |
| 1   | «Гамбург» (C)                   | 34 | 18 | 12 | 4  | 95 | 45 | +50 | 48 | Перший раунд Кубка чемпіонів 1982—1983        |
| 2   | «Кельн»                         | 34 | 18 | 9  | 7  | 72 | 38 | +34 | 45 | Перший раунд Кубка УЄФА 1982—1983             |
| 3   | «Баварія» (Мюнхен)              | 34 | 20 | 3  | 11 | 77 | 56 | +21 | 43 | Перший раунд Кубка володарів кубків 1982—1983 |
| 4   | «Кайзерслаутерн»                | 34 | 16 | 10 | 8  | 70 | 61 | +9  | 42 | Перший раунд Кубка УЄФА 1982—1983             |
| 5   | «Вердер»                        | 34 | 17 | 8  | 9  | 61 | 52 | +9  | 42 | Перший раунд Кубка УЄФА 1982—1983             |
| 6   | «Боруссія» (Дортмунд)           | 34 | 18 | 5  | 11 | 59 | 40 | +19 | 41 | Перший раунд Кубка УЄФА 1982—1983             |
| 7   | «Боруссія» (Менхенгладбах)      | 34 | 15 | 10 | 9  | 61 | 51 | +10 | 40 |                                               |
| 8   | «Айнтрахт» (Франкфурт-на-Майні) | 34 | 17 | 3  | 14 | 83 | 72 | +11 | 37 |                                               |
| 9   | «Штутгарт»                      | 34 | 13 | 9  | 12 | 62 | 55 | +7  | 35 |                                               |
| 10  | «Бохум»                         | 34 | 12 | 8  | 14 | 52 | 51 | +1  | 32 |                                               |
| 11  | «Айнтрахт» (Брауншвейг)         | 34 | 14 | 4  | 16 | 61 | 66 | −5  | 32 |                                               |
| 12  | «Армінія» (Білефельд)           | 34 | 12 | 6  | 16 | 46 | 50 | −4  | 30 |                                               |
| 13  | «Нюрнберг»                      | 34 | 11 | 6  | 17 | 53 | 72 | −19 | 28 |                                               |
| 14  | «Карлсруе»                      | 34 | 9  | 9  | 16 | 50 | 68 | −18 | 27 |                                               |
| 15  | «Фортуна» (Дюссельдорф)         | 34 | 6  | 13 | 15 | 48 | 73 | −25 | 25 |                                               |
| 16  | «Баєр 04»                       | 34 | 9  | 7  | 18 | 45 | 72 | −27 | 25 | Плей-оф за місце у Бундеслізі                 |
| 17  | «Дармштадт 98» (R)              | 34 | 5  | 11 | 18 | 46 | 82 | −36 | 21 | Пониження у класі до Другої Бундесліги        |
| 18  | «Дуйсбург» (R)                  | 34 | 8  | 3  | 23 | 40 | 77 | −37 | 19 | Пониження у класі до Другої Бундесліги        |

1. 1 2  Оскільки «Баварія» (Мюнхен) кваліфікувалася до Кубка володарів кубків, її місце у Кубку УЄФА перейшло до «Боруссії» (Дортмунд).

## Результати
| Команда                         | АРМ | БОХ | АЙБ | ВЕР | ДАР | БРД | ДУЙ | ФОР | АЙФ | ГАМ | КАЙ | КАР | КЕЛ | Б04 | БРМ | БАВ | НЮР | ШТТ |
| ------------------------------- | --- | --- | --- | --- | --- | --- | --- | --- | --- | --- | --- | --- | --- | --- | --- | --- | --- | --- |
| «Армінія» (Білефельд)           | —   | 2–0 | 2–1 | 0–2 | 1–1 | 1–1 | 2–0 | 1–1 | 3–0 | 1–1 | 2–0 | 3–0 | 0–2 | 1–3 | 5–0 | 1–2 | 2–0 | 1–0 |
| «Бохум»                         | 1–1 | —   | 2–0 | 0–2 | 1–0 | 0–0 | 2–2 | 3–0 | 3–2 | 2–1 | 1–2 | 3–1 | 3–1 | 3–1 | 1–1 | 3–1 | 2–0 | 3–3 |
| «Айнтрахт» (Брауншвейг)         | 3–1 | 2–1 | —   | 1–1 | 3–0 | 0–1 | 2–1 | 4–2 | 4–1 | 2–1 | 2–1 | 0–0 | 4–4 | 5–1 | 0–1 | 3–1 | 4–2 | 2–0 |
| «Вердер»                        | 1–0 | 3–1 | 2–0 | —   | 4–4 | 2–0 | 5–1 | 4–1 | 2–1 | 3–2 | 0–1 | 2–1 | 1–1 | 0–0 | 0–1 | 2–0 | 3–1 | 2–2 |
| «Дармштадт 98»                  | 1–0 | 2–0 | 2–3 | 1–1 | —   | 1–3 | 3–2 | 2–2 | 1–4 | 2–2 | 0–0 | 2–6 | 2–4 | 1–3 | 1–1 | 1–2 | 2–1 | 3–3 |
| «Боруссія» (Дортмунд)           | 3–0 | 3–2 | 1–2 | 1–0 | 4–0 | —   | 2–1 | 4–2 | 0–2 | 2–3 | 2–2 | 4–0 | 1–0 | 2–0 | 2–3 | 2–0 | 3–1 | 2–3 |
| «Дуйсбург»                      | 1–3 | 1–0 | 5–2 | 0–1 | 0–2 | 1–2 | —   | 2–1 | 4–2 | 1–2 | 3–1 | 1–1 | 1–0 | 2–1 | 0–1 | 2–3 | 3–2 | 1–2 |
| «Фортуна» (Дюссельдорф)         | 4–1 | 2–1 | 1–1 | 0–0 | 2–2 | 0–0 | 2–0 | —   | 2–2 | 3–3 | 4–2 | 2–0 | 1–1 | 5–1 | 0–2 | 1–2 | 1–1 | 2–3 |
| «Айнтрахт» (Франкфурт-на-Майні) | 2–1 | 0–1 | 4–2 | 9–2 | 2–1 | 1–4 | 4–1 | 4–0 | —   | 3–2 | 2–2 | 4–1 | 4–2 | 3–2 | 3–0 | 4–3 | 3–1 | 4–1 |
| «Гамбург»                       | 3–1 | 2–2 | 4–2 | 5–0 | 6–1 | 2–2 | 7–0 | 6–1 | 2–0 | —   | 4–0 | 3–3 | 3–1 | 0–0 | 1–1 | 4–1 | 6–1 | 1–1 |
| «Кайзерслаутерн»                | 4–0 | 3–3 | 5–3 | 1–1 | 3–1 | 2–1 | 3–0 | 1–1 | 6–2 | 1–1 | —   | 2–1 | 1–1 | 5–2 | 3–2 | 2–1 | 2–1 | 3–2 |
| «Карлсруе»                      | 2–1 | 2–2 | 2–1 | 3–0 | 3–1 | 0–2 | 2–0 | 1–0 | 2–2 | 2–2 | 1–1 | —   | 1–4 | 1–2 | 1–1 | 4–1 | 3–2 | 0–2 |
| «Кельн»                         | 0–1 | 1–0 | 3–0 | 4–2 | 1–1 | 1–0 | 3–0 | 3–0 | 2–0 | 1–1 | 3–4 | 2–0 | —   | 5–2 | 3–0 | 4–0 | 4–1 | 3–0 |
| «Баєр 04»                       | 2–2 | 0–3 | 1–0 | 1–3 | 3–2 | 2–1 | 2–1 | 1–1 | 1–2 | 0–3 | 0–1 | 2–1 | 1–1 | —   | 0–0 | 0–2 | 4–0 | 0–0 |
| «Боруссія» (Менхенгладбах)      | 3–1 | 4–2 | 4–2 | 2–4 | 6–1 | 0–1 | 4–2 | 3–0 | 1–0 | 1–3 | 2–2 | 2–2 | 0–2 | 3–1 | —   | 3–0 | 4–2 | 0–0 |
| «Баварія» (Мюнхен)              | 3–2 | 1–0 | 3–1 | 3–1 | 4–1 | 3–1 | 4–0 | 7–0 | 3–2 | 3–4 | 4–2 | 4–1 | 1–1 | 6–2 | 1–1 | —   | 1–1 | 1–0 |
| «Нюрнберг»                      | 1–0 | 2–1 | 4–0 | 2–1 | 1–1 | 3–0 | 0–0 | 2–2 | 5–3 | 0–3 | 4–2 | 3–1 | 1–3 | 3–2 | 3–2 | 0–3 | —   | 0–0 |
| «Штутгарт»                      | 2–3 | 3–0 | 2–0 | 2–4 | 1–0 | 0–2 | 4–1 | 3–2 | 5–2 | 1–2 | 4–0 | 5–1 | 1–1 | 4–2 | 2–2 | 0–3 | 1–2 | —   |

## Плей-оф за місце в Бундеслізі
«Баєр 04» і бронзовий призер Другої Бундесліги «Кікерс» (Оффенбах) змагалися у двоматчовому плей-оф за місце у Бундеслізі наступного сезону. «Баєр 04» виграв 3–1 за сумою двох матчів і зберіг місце у найвищому німецькому дивізіоні.
| 4 червня 1982 |

| «Кікерс» (Оффенбах) | 0–1             | «Баєр 04»  |
| ------------------- | --------------- | ---------- |
|                     | Протокол (нім.) | Герцог 55' |

| Біберер-Берг, Оффенбах-на-Майні Глядачів: 18,000 Арбітр: Вернер Феклер (Бад-Дюркгайм) |

| 9 червня 1982 |

| «Баєр 04»    | 2–1             | «Кікерс» (Оффенбах) |
| ------------ | --------------- | ------------------- |
| Шех 27', 59' | Протокол (нім.) | Вальц 3'            |

| Ульріх Габерланд Штадіон, Леверкузен Глядачів: 20,000 Арбітр: Ян Редельфс (Ганновер) |

## Найкращі бомбардири
27 голів
- Горст Грубеш («Гамбург»)

22 голи
- Манфред Бургсмюллер («Боруссія» (Дортмунд))

21 гол
- Дітер Генесс («Баварія» (Мюнхен))

18 голів
- Пауль Брайтнер («Баварія» (Мюнхен))
- Уве Райндерс («Вердер»)

17 голів
- Рональд Ворм («Айнтрахт» (Брауншвейг))

16 голів
- Петер Честонаро («Дармштадт 98»)

15 голів
- П'єр Літтбарскі («Кельн»)
- Норберт Маєр («Вердер»)
- Курт Пінкаль («Боруссія» (Менхенгладбах))
- Тоні Вудкок («Кельн»)

## Склад чемпіонів
| «Гамбург» |
| --- |
| Воротар: Улі Штайн (34). Захисники: Дітмар Якобс (33 / 4); Манфред Кальц (32 / 9); Юрген Гро (32); Гольгер Гіронімус (28 / 1); Франц Бекенбауер (10); Петер Гідін (2). Півзахисники: Бернд Вемаєр (34 / 1); Джиммі Гартвіг (31 / 14); Фелікс Магат (28 / 8); Каспар Мемерінг (23 / 1); Міхаель Шредер (1). Нападники: Ларс Баструп (34 / 13); Горст Грубеш (к; 32 / 27); Юрген Мілевскі (23 / 10); Томас фон Гезен (20 / 7); Бориша Джорджевич (7); Вернер Дресель (1); Дітер Крамер (1). (кількість ігор і голів наведені у дужках) Головний тренер: Ернст Гаппель . Був у заявці, але не взяв участі у жодній грі чемпіонату: Гайнц-Йозеф Койтка; Бернгард Шарольд; Ральф Бруннекер. |